# فلوپاروکسان
فلوپاروکسان (انگلیسی: Fluparoxan) یک آنتاگونیست گیرنده α۲-آدرنرژیک قوی است. فلوپاروکسان یک مسدودکننده بسیار انتخابی α۲-آدرنرژیک است که به آسانی از سد خونی مغزی گذر می‌کند. مسدود کردن گیرنده‌های α۲-آدرنرژیک، به‌ویژه گیرنده‌های خودکار پیش‌سیناپسی در نورون‌های نورآدرنرژیک توسط فلوپاروکسان، با مسدود کردن مکانیسم بازخورد خود مهاری، باعث افزایش غلظت‌های سیناپسی نورآدرنالین می‌شود. این ترشح نورآدرنالین دارای ارزش بالقوه ای در درمان اختلالاتی است که با کمبود نورآدرنالین در گیرنده‌های آدرنرژیک پس سیناپتیک مرتبط هستند، مانند افسردگی، ویژگی‌های اولیه بیماری آلزایمر و اسکیزوفرنی و سایر اختلالات عصبی رشدی مرتبط با اختلالات شناختی. فلوپاروکسان همچنین هیچ اثر آنتی کولینرژیک، آنتی‌دوپامینرژیک، α۱-آدرنرژیک، β-آدرنرژیک، موسکارینی یا مسدودکننده گیرنده 5-HT1 را نشان نمی‌دهد.